# Scio (Oregon)
Scio és una població dels Estats Units a l'estat d'Oregon. Segons el cens del 2000 tenia 695 habitants.

## Demografia
Segons el cens del 2000, Scio tenia 695 habitants, 265 habitatges, i 188 famílies. La densitat de població era de 838,6 habitants per km².
Dels 265 habitatges en un 35,5% hi vivien nens de menys de 18 anys, en un 54,7% hi vivien parelles casades, en un 10,6% dones solteres, i en un 28,7% no eren unitats familiars. En el 24,9% dels habitatges hi vivien persones soles el 10,2% de les quals corresponia a persones de 65 anys o més que vivien soles. El nombre mitjà de persones vivint en cada habitatge era de 2,61 i el nombre mitjà de persones que vivien en cada família era de 3,07.
Per edats la població es repartia de la següent manera: un 28,9% tenia menys de 18 anys, un 8,6% entre 18 i 24, un 24,6% entre 25 i 44, un 22,6% de 45 a 60 i un 15,3% 65 anys o més.
L'edat mediana era de 36 anys. Per cada 100 dones de 18 o més anys hi havia 81 homes.
La renda mediana per habitatge era de 36.111$ i la renda mediana per família de 38.906$. Els homes tenien una renda mediana de 31.726$ mentre que les dones 27.833$. La renda per capita de la població era de 16.222$. Aproximadament el 7,7% de les famílies i el 10,9% de la població estaven per davall del llindar de pobresa.

## Poblacions més properes
El següent diagrama mostra les poblacions més properes.